# Vespiodes pattersoni
Vespiodes pattersoni är en tvåvingeart som först beskrevs av Joseph Charles Bequaert 1951.  Vespiodes pattersoni ingår i släktet Vespiodes och familjen Mydidae.
Artens utbredningsområde är Ghana. Inga underarter finns listade i Catalogue of Life.